# Polyandrie
Die Polyandrie (von altgriechisch πολυανδρία polyandría, deutsch ‚Reichtum an Männern‘) oder Vielmännerei ist eine Form der Polygamie, bei der eine Frau mit mehr als einem Ehemann verheiratet ist. Im Fall von zwei Männern wird auch der Begriff Biandrie verwendet. Das Gegenstück ist die Polygynie (Vielweiberei).
Viele Anthropologen und Ethnologen wenden den Begriff auf Gesellschaften an, in denen die Vaterschaft der Kinder einer Frau mehreren Männern gleichzeitig zugeschrieben wird.

## Vorkommen
Polyandrische Gesellschaften kommen heute noch in Teilen Indiens, im Himalaya (Tibet, Kaschmir,  Himachal Pradesh, Sikkim), in Bhutan, im Kongo, in Nord-Nigeria sowie bei den Nördlichen Paiute (Nordamerika), Marquesas und den Da-La (Indochina) vor, in der Antike auch in Sparta, wie Xenophon, Polybios, Plutarch und Nikolaos Damaskenos bezeugen.
Bei der Hindubevölkerung der westlichen Himalayaregion ist laut Beremann die praktizierte Polyandrie auf folgende Abläufe zurückzuführen: Es fehlt an Land, weshalb die Zahl der Nachkommen beschränkt werden muss. Deshalb gehen mehrere Männer (Brüder) eine Verbindung mit nur einer Frau ein. In polyandrischen Verbindungen ist – im Gegensatz zur Polygynie – die Reproduktionskapazität der Verbindung auf die Kapazität der Frau beschränkt und somit nach oben begrenzt. Somit besteht die soziale Funktion der Polyandrie darin, das Arbeitskraftpotenzial an die verfügbaren Landressourcen anzupassen. In dieser Gegend existieren polyandrische Familien neben polygynen und monogamen Ehe- und Familienformen. Die Polyandrie ist also eine unter mehreren möglichen Ehe-Strategien.
Die gleichen Gründe werden bei der buddhistischen Bevölkerung Tibets, Ladakhs, sowie den nordindischen Regionen Lahaul und Spiti genannt.

## Formen der Polyandrie

### Fraternale Polyandrie
Bei der fraternalen oder adelphischen Polyandrie sind mehrere oder alle Brüder gemeinsam Ehemänner einer Frau. Die fraternale Polyandrie ist die häufigste heute noch existierende Form der Polyandrie.
Fraternale Polyandrie kommt in der Gesellschaft von Toda (Südindien), in Tibet sowie besonders Himalayaregion, im Ladakh und auf den Marquesas vor. Der antike Historiker Polybios bestätigt es auch in Sparta. Claude Lévi-Strauss berichtet auch von fraternaler Polyandrie bei den Tupi-Kawahib, einem indigenen Stamm in Brasilien (Traurige Tropen).
Tibet ist momentan das größte Gebiet, in dem Polyandrie verbreitet ist. Die Eheform hängt mit dem Vererbungsmuster für Landbesitz zusammen. Wenn sich mehrere Brüder das Land und dieselbe Frau teilen, muss das Eigentum nicht aufgeteilt werden. Eine direkte Folge ist tatsächlich die seit vielen Generationen herrschende Stabilität der Zahl und der Größe von Grundbesitz in Westtibet.

### Korporative Polyandrie
Die korporative Polyandrie ist eine Sonderform der fraternalen Polyandrie, bei der die soziale Vaterschaft kollektiv allen Brüdern gleichzeitig zugeschrieben wird.
Nach H. T. Fischer handelt es sich hierbei jedoch nicht um eine echte polygame Gemeinschaft, sondern lediglich um eine plurale Paarungsgemeinschaft (Polykoitie).
Bei der korporativen Polyandrie der südindischen Iravas geht der älteste Bruder zwar alleine zum Haus der Braut, um sie „einzufangen“, er handelt jedoch als Vertreter für eine korporative Gruppe von Brüdern. Die ehelichen Rechte und Pflichten werden von der Gruppe gemeinsam und anstandslos geteilt. Es besteht also Gleichberechtigung zwischen den Gatten bezüglich des sexuellen Zugangs zur gemeinsamen Ehefrau; aber auch bezüglich der Erbrechte und Besitzansprüche der Kinder.

### Nonkorporative Polyandrie
Die nonkorporative Polyandrie ist ebenfalls eine Sonderform der fraternalen Polyandrie. Hierbei übernimmt jeder einzelne Ehemann der Reihe nach die Vaterschaft der „kollektiv“ gezeugten Kinder. Jedes Kind der Frau hat also einen einzigen, klar definierten sozialen Vater (der jedoch nicht zwangsläufig der Genitor sein muss).
Nonkorporative Polyandrie wird beispielsweise bei den Todas in den Nilgiris Südindiens praktiziert. Im siebten Monat der Schwangerschaft wird eine Zeremonie abgehalten, bei der einer der Ehemänner zum Vater des erwarteten Kindes bestimmt wird. Derselbe Mann wird auch bei den folgenden Kindern zum Vater, es sei denn, die Ehefrau durchläuft diese Zeremonie mit einem anderen Ehemann; dies geschieht üblicherweise nur dann, wenn sie den vorherigen Vater für ungeeignet hält. Dieses System ermöglicht eine eindeutige soziale Zuordnung der Vaterschaft, obwohl die biologische Vaterschaft mehrdeutig sein könnte.

### Cicisbeismus
Hier hat die Frau neben ihrem eigentlichen Ehemann noch einen von diesem geduldeten Liebhaber, weiteres siehe Cicisbeismus.

## Polyandrie in der Tierwelt
Auch bei Tieren spricht man von Polyandrie, wenn sich innerhalb der gleichen Fortpflanzungsperiode ein Weibchen mit mehreren Männchen paart, die Männchen jedoch nur mit diesem einen Weibchen – dies ist beispielsweise für Tamarine typisch, kommt auch bei Steißhühnern beim Rotbrusttinamu (C. variegatus) vor. 
Paaren sich auch die Männchen mit mehreren Weibchen, so spricht man von Promiskuität. Ein klassisches Beispiel für situativ angepasste Polyandrie bzw. Polygynie ist die Heckenbraunelle.